# بابيلون (فلم)
بابيلون (بالإنجليزية: Papillon) هو فيلم مغامرة تم إنتاجه في الولايات المتحدة سنة 1973.

## بطولة
- ستيف ماكوين
- داستين هوفمان

## القصة
{{هنرى بابيلون(ستيف ماكوين)اتهم في جريمة قتل ظلما،وحكم عليه فيها بالسجن مدى الحياة وأودع بالسجن في جزيرة غيانا الفرنسية بجنوب أمريكا،ونقل إليها على متن سفينة حيث تعرف على زميلة المزور الخطير لويس ديجا(داستن هوفمان). الأوضاع في السجن لاتطاق فيحاول بابيلون الهرب،وتفشل محاولته الاولى سريعا ويتم القبض عليه ويوضع في الحبس الانفرادى لمدة عامين،وفى محاولته الثانية مع صديقه ديجا وسجين اخر كان يعمل في التمريض ينجح جزئيا حيث يعيش في أحد الجزر مع مجموعة من الهنود ،حتى يقبض عليه بوشاية من أخت مسيحية حين لجأ إليها ليبيت في الكنيسة، ويعاقب بالحبس الانفرادى 5 سنوات لينال بعدها حريته حينما تم القبض على المجرم الحقيقي. فيخرج بابيلون ليوضع في جزيرة مرتفعة تحيط بها الأمواج العاتية وأسماك القرش التي تنوب عن الحراس ليلتقي بمحض الصدفة مع صديقه لويس ديجا الذي بدأت تنتابه بعض نوبات الجنون. لم يكف بابيلون محاولاته للهرب حتى وصل للسبعين من عمرة،حيث نجح اخيراً في الهرب واصبح في عرض البحر في طريقه للمجهول لايدرى ان كان سينجو أم سيعيدونه مرة اخرى للسجن.}}

### ترشيحات وجوائز
| السنة | الحدث  | الفئة               | النتيجة |
| ----- | ------ | ------------------- | ------- |
| 1974  | اوسكار | أفضل موسيقى تصويرية | ترشـيـح |

## الميزانية والإيرادات
بلغت تكلفة إنتاج الفيلم حوالي 13.5 مليون دولار بينما حقق أرباحا تقدر بـ 53,267,000 دولار.

## وصلات خارجية
- مقالات تستعمل روابط فنية بلا صلة مع ويكي بيانات